# Puthunagaram
Puthunagaram is een census town in het district Palakkad van de Indiase staat Kerala. 

## Demografie
Volgens de Indiase volkstelling van 2001 wonen er 16367 mensen in Puthunagaram, waarvan 50% mannelijk en 50% vrouwelijk is. De plaats heeft een alfabetiseringsgraad van 73%. 